# Heineken Cup 2001-2002
Heineken Cup 2001-02 (in inglese 2001-02 Heineken Cup; in francese H Cup 2001-02) fu la 7ª edizione della massima competizione europea per club di rugby a 15.
Si tenne dal 28 settembre 2001 al 25 maggio 2002 tra 24 squadre provenienti da Francia, Inghilterra, Galles, Irlanda, Italia e Scozia.
Ormai stabilizzata nella formula a 6 gironi con passaggio ai play-off delle sei vincitrici più le due migliori seconde, vide la vittoria del Leicester, vincitore della finale al Millennium Stadium di Cardiff contro Munster per 15-9, che divenne così la prima plurivincitrice del torneo essendo campione uscente e, contemporaneamente, anche ottenendo due affermazioni consecutive.
Si trattò, anche, della quarta vittoria assoluta di un club inglese su sette edizioni di torneo.
Il valore delle marcature, come stabilito dall’IRFB nel 1992, era: 5 punti per ciascuna meta (7 se trasformata), 3 punti per la realizzazione di ciascun calcio piazzato, idem per il drop.

## Formula
Le squadre furono ripartite in sei gironi da quattro squadre ciascuno.
Ai quarti di finale accedettero la prima classificata di ciascuno dei sei gironi più le due seconde migliori classificate per punteggio e differenza punti marcati.
Le squadre prime classificate, in ordine decrescente di punteggio in classifica e, a parità di esso, di differenza punti marcati/subiti, occuparono i posti del seeding da 1 a 6; le seconde classificate, ordinate secondo lo stesso criterio, i posti 7 e 8.
I quarti di finale videro le squadre con il ranking da 1 a 4 affrontare in gara unica sul proprio campo quelle con seeding rispettivamente da 8 a 5 secondo il seguente ordine:
1. seeding 1 – seeding 8
2. seeding 4 – seeding 5
3. seeding 2 – seeding 7
4. seeding 3 – seeding 6

Le due semifinali, fatto salvo il diritto di campo interno per la squadra con il seeding migliore, furono:
1. vincitore QF1 – Vincitore QF2
2. vincitore QF3 – Vincitore QF4

La finale si tenne in gara unica al Millennium Stadium di Cardiff

## Squadre partecipanti
| Girone A                   | Girone B                   | Girone C                |
| -------------------------- | -------------------------- | ----------------------- |
| Amat. & Calvisano (Italia) | Benetton (Italia)          | Bath (Inghilterra)      |
| Leicester (Inghilterra)    | London Wasps (Inghilterra) | Biarritz (Francia)      |
| Llanelli (Galles)          | Stade français (Francia)   | Edimburgo (Scozia)      |
| Perpignano (Francia)       | Ulster (Irlanda)           | Swansea (Galles)        |
| Girone D                   | Girone E                   | Girone F                |
| Bridgend (Galles)          | Cardiff RFC (Galles)       | Leinster (Irlanda)      |
| Castres (Francia)          | Glasgow (Scozia)           | Newport (Galles)        |
| Harlequins (Inghilterra)   | Montferrand (Francia)      | Newcastle (Inghilterra) |
| Munster (Irlanda)          | Northampton (Inghilterra)  | Tolosa (Francia)        |

## Fase a gironi

### Girone A
|            | Incontri                         |       |
| ---------- | -------------------------------- | ----- |
| 29-9-2001  | Leicester – Llanelli             | 12-9  |
| 29-9-2001  | Perpignano – Amatori & Calvisano | 56-3  |
| 5-10-2001  | Llanelli – Perpignano            | 20-6  |
| 7-10-2001  | Amatori & Calvisano – Leicester  | 3-37  |
| 27-10-2001 | Perpignano – Leicester           | 54-15 |
| 28-10-2001 | Amatori & Calvisano – Llanelli   | 13-31 |
| 3-11-2001  | Leicester – Perpignano           | 54-15 |
| 3-11-2001  | Llanelli – Amatori & Calvisano   | 93-14 |
| 4-1-2002   | Perpignano – Llanelli            | 42-10 |
| 5-1-2002   | Leicester – Amatori & Calvisano  | 29-7  |
| 12-1-2002  | Amatori & Calvisano – Perpignano | 18-33 |
| 12-1-2002  | Llanelli – Leicester             | 24-12 |

#### Classifica
| Pos | Squadra           | G | V | N | P | PF  | PS  | P±   | PT |
| --- | ----------------- | - | - | - | - | --- | --- | ---- | -- |
| A1  | Leicester         | 6 | 5 | 0 | 1 | 175 | 88  | 87   | 10 |
| A2  | Llanelli          | 6 | 4 | 0 | 2 | 187 | 99  | 88   | 8  |
| A3  | Perpignano        | 6 | 3 | 0 | 3 | 182 | 136 | 46   | 6  |
| A4  | Amat. & Calvisano | 6 | 0 | 0 | 6 | 58  | 279 | −221 | 0  |

### Girone B
|            | Incontri                  |       |
| ---------- | ------------------------- | ----- |
| 29-9-2001  | Benetton – Ulster         | 28-33 |
| 30-9-2001  | Wasps – Stade français    | 19-25 |
| 5-10-2001  | Ulster – Wasps            | 42-19 |
| 6-10-2001  | Stade français – Benetton | 42-9  |
| 27-10-2001 | Stade français – Ulster   | 40-11 |
| 28-10-2001 | Wasps – Benetton          | 29-24 |
| 2-11-2001  | Ulster – Stade français   | 19-16 |
| 3-11-2001  | Benetton – Wasps          | 32-17 |
| 5-1-2002   | Benetton – Stade français | 6-59  |
| 6-1-2002   | Wasps – Ulster            | 36-32 |
| 11-1-2002  | Ulster – Benetton         | 59-3  |
| 12-1-2002  | Stade français – Wasps    | 31-0  |

#### Classifica
| Pos | Squadra        | G | V | N | P | PF  | PS  | P±   | PT |
| --- | -------------- | - | - | - | - | --- | --- | ---- | -- |
| B1  | Stade français | 6 | 5 | 0 | 1 | 213 | 64  | 149  | 10 |
| B2  | Ulster         | 6 | 4 | 0 | 2 | 196 | 142 | 54   | 8  |
| B3  | London Wasps   | 6 | 2 | 0 | 4 | 120 | 186 | −66  | 4  |
| B4  | Benetton       | 6 | 1 | 0 | 5 | 102 | 239 | −137 | 2  |

### Girone C
|            | Incontri             |       |
| ---------- | -------------------- | ----- |
| 29-9-2001  | Swansea – Edimburgo  | 21-16 |
| 29-9-2001  | Biarritz – Bath      | 6-14  |
| 5-10-2001  | Edimburgo – Biarritz | 6-6   |
| 6-10-2001  | Bath – Swansea       | 38-9  |
| 27-10-2001 | Swansea – Biarritz   | 15-10 |
| 27-10-2001 | Edimburgo – Bath     | 6-37  |
| 3-11-2001  | Bath – Edimburgo     | 17-10 |
| 3-11-2001  | Biarritz – Swansea   | 24-15 |
| 5-1-2002   | Swansea – Bath       | 12-24 |
| 5-1-2002   | Biarritz – Edimburgo | 45-14 |
| 11-1-2002  | Edimburgo – Swansea  | 30-20 |
| 12-1-2002  | Bath – Biarritz      | 31-13 |

#### Classifica
| Pos | Squadra   | G | V | N | P | PF  | PS  | P±  | PT |
| --- | --------- | - | - | - | - | --- | --- | --- | -- |
| C1  | Bath      | 6 | 6 | 0 | 0 | 161 | 56  | 105 | 12 |
| C2  | Biarritz  | 6 | 2 | 1 | 3 | 104 | 95  | 9   | 5  |
| C3  | Swansea   | 6 | 2 | 0 | 4 | 92  | 142 | −50 | 4  |
| C4  | Edimburgo | 6 | 1 | 1 | 4 | 82  | 146 | −64 | 3  |

### Girone D
|            | Incontri              |       |
| ---------- | --------------------- | ----- |
| 29-9-2001  | Bridgend – Harlequins | 24-30 |
| 29-9-2001  | Munster – Castres     | 28-23 |
| 6-10-2001  | Harlequins – Munster  | 8-24  |
| 6-10-2001  | Castres – Bridgend    | 35-23 |
| 26-10-2001 | Bridgend – Munster    | 12-16 |
| 28-10-2001 | Harlequins – Castres  | 17-39 |
| 3-11-2001  | Munster – Bridgend    | 40-6  |
| 3-11-2001  | Castres – Harlequins  | 24-18 |
| 5-1-2002   | Bridgend – Castres    | 26-37 |
| 5-1-2002   | Munster – Harlequins  | 51-17 |
| 12-1-2002  | Harlequins – Bridgend | 29-25 |
| 12-1-2002  | Castres – Munster     | 21-13 |

#### Classifica
| Pos | Squadra    | G | V | N | P | PF  | PS  | P±  | PT |
| --- | ---------- | - | - | - | - | --- | --- | --- | -- |
| D1  | Castres    | 6 | 5 | 0 | 1 | 179 | 125 | 54  | 10 |
| D2  | Munster    | 6 | 5 | 0 | 1 | 172 | 87  | 85  | 10 |
| D3  | Harlequins | 6 | 2 | 0 | 4 | 119 | 187 | −68 | 4  |
| D4  | Bridgend   | 6 | 0 | 0 | 6 | 116 | 187 | −71 | 0  |

### Girone E
|            | Incontri                  |       |
| ---------- | ------------------------- | ----- |
| 28-9-2001  | Cardiff – Northampton     | 25-17 |
| 28-9-2001  | Glasgow – Montferrand     | 19-19 |
| 6-10-2001  | Montferrand – Cardiff     | 37-10 |
| 7-10-2001  | Northampton – Glasgow     | 30-9  |
| 27-10-2001 | Cardiff – Glasgow         | 46-7  |
| 27-10-2001 | Northampton – Montferrand | 15-21 |
| 3-11-2001  | Montferrand – Northampton | 50-17 |
| 4-11-2001  | Glasgow – Cardiff         | 47-32 |
| 4-1-2002   | Glasgow – Northampton     | 31-27 |
| 5-1-2002   | Cardiff – Montferrand     | 26-20 |
| 12-1-2002  | Northampton – Cardiff     | 26-15 |
| 13-1-2002  | Montferrand – Glasgow     | 44-13 |

#### Classifica
| Pos | Squadra     | G | V | N | P | PF  | PS  | P±  | PT |
| --- | ----------- | - | - | - | - | --- | --- | --- | -- |
| E1  | Montferrand | 6 | 4 | 1 | 1 | 191 | 100 | 91  | 9  |
| E2  | Cardiff RFC | 6 | 3 | 0 | 3 | 154 | 154 | 0   | 6  |
| E3  | Glasgow     | 6 | 2 | 1 | 3 | 126 | 198 | −72 | 5  |
| E4  | Northampton | 6 | 2 | 0 | 4 | 132 | 151 | −19 | 4  |

### Girone F
|            | Incontri             |       |
| ---------- | -------------------- | ----- |
| 28-9-2001  | Leinster – Tolosa    | 40-10 |
| 29-9-2001  | Newcastle – Newport  | 21-34 |
| 5-10-2001  | Leinster – Newcastle | 28-9  |
| 6-10-2001  | Newport – Tolosa     | 21-20 |
| 26-10-2001 | Leinster – Tolosa    | 40-10 |
| 28-10-2001 | Tolosa – Newport     | 21-34 |
| 2-11-2001  | Newport – Leinster   | 21-26 |
| 3-11-2001  | Newcastle – Tolosa   | 42-9  |
| 5-1-2002   | Tolosa – Newport     | 36-23 |
| 8-1-2002   | Newcastle – Leinster | 15-17 |
| 11-1-2002  | Newport – Newcastle  | 53-17 |
| 13-1-2002  | Tolosa – Leinster    | 43-7  |

#### Classifica
| Pos | Squadra   | G | V | N | P | PF  | PS  | P±  | PT |
| --- | --------- | - | - | - | - | --- | --- | --- | -- |
| F1  | Leinster  | 6 | 5 | 0 | 1 | 139 | 104 | 35  | 10 |
| F2  | Newport   | 6 | 3 | 0 | 3 | 151 | 146 | 5   | 6  |
| F3  | Tolosa    | 6 | 3 | 0 | 3 | 158 | 141 | 17  | 6  |
| F4  | Newcastle | 6 | 1 | 0 | 5 | 117 | 174 | −57 | 2  |

## Seedingdopo la fase a gironi
| Pos | Squadra        | G | V | N | P | PF  | PS  | DP   | Pt |
| --- | -------------- | - | - | - | - | --- | --- | ---- | -- |
| 1   | Bath           | 6 | 6 | 0 | 0 | 161 | 56  | +105 | 12 |
| 2   | Stade français | 6 | 5 | 0 | 1 | 213 | 64  | +149 | 10 |
| 3   | Castres        | 6 | 5 | 0 | 1 | 179 | 125 | +54  | 10 |
| 4   | Leicester      | 6 | 5 | 0 | 1 | 175 | 88  | +87  | 10 |
| 5   | Leinster       | 6 | 5 | 0 | 1 | 139 | 104 | +35  | 10 |
| 6   | Montferrand    | 6 | 4 | 1 | 1 | 191 | 100 | +91  | 9  |
| 7   | Munster        | 6 | 5 | 0 | 1 | 172 | 87  | +85  | 10 |
| 8   | Llanelli       | 6 | 4 | 0 | 2 | 187 | 99  | +88  | 8  |
| 9   | Ulster         | 6 | 4 | 0 | 2 | 196 | 142 | +54  | 8  |
| 10  | Newport        | 6 | 3 | 0 | 3 | 151 | 146 | +5   | 6  |
| 11  | Biarritz       | 6 | 2 | 1 | 3 | 104 | 95  | +9   | 5  |
| 12  | Cardiff RFC    | 6 | 3 | 0 | 3 | 154 | 154 | 0    | 6  |

## Play-off
|  | Quarti di finale | Quarti di finale | Quarti di finale |          |           | Semifinali | Semifinali | Semifinali |  |  | Finale | Finale | Finale |  |
|  |                  |                  |                  |          |           |            |            |            |  |  |        |        |        |  |
|  | 1                | Bath             | 10               |          |           |            |            |            |  |  |        |        |        |  |
|  | 1                | Bath             | 10               |          |           |            |            |            |  |  |        |        |        |  |
|  | 8                | Llanelli         | 27               |          |           |            |            |            |  |  |        |        |        |  |
|  | 8                | Llanelli         | 27               |          | Leicester | Leicester  | 13         |            |  |  |        |        |        |  |
|  |                  |                  |                  |          | Leicester | Leicester  | 13         |            |  |  |        |        |        |  |
|  |                  |                  | Llanelli         | Llanelli | 12        |            |            |            |  |  |        |        |        |  |
|  | 4                | Leicester        | Llanelli         | Llanelli | 12        | 29         |            |            |  |  |        |        |        |  |
|  | 4                | Leicester        |                  |          |           |            |            |            |  |  |        |        |        |  |
|  | 5                | Leinster         | 18               |          |           |            |            |            |  |  |        |        |        |  |
|  | 5                | Leinster         | 18               |          | Leicester | Leicester  | 15         |            |  |  |        |        |        |  |
|  |                  |                  |                  |          |           |            |            |            |  |  |        |        |        |  |
|  |                  |                  | Munster          | Munster  | 9         |            |            |            |  |  |        |        |        |  |
|  | 2                | Stade français   | Munster          | Munster  | 9         | 14         |            |            |  |  |        |        |        |  |
|  | 2                | Stade français   |                  |          |           |            |            |            |  |  |        |        |        |  |
|  | 7                | Munster          | 16               |          |           |            |            |            |  |  |        |        |        |  |
|  | 7                | Munster          | 16               |          | Munster   | Munster    | 25         |            |  |  |        |        |        |  |
|  |                  |                  |                  |          | Munster   | Munster    | 25         |            |  |  |        |        |        |  |
|  |                  |                  | Castres          | Castres  | 17        |            |            |            |  |  |        |        |        |  |
|  | 3                | Castres          | Castres          | Castres  | 17        | 22         |            |            |  |  |        |        |        |  |
|  | 3                | Castres          |                  |          |           |            |            |            |  |  |        |        |        |  |
|  | 6                | Montferrand      | 21               |          |           |            |            |            |  |  |        |        |        |  |

### Quarti di finale
| Arbitro: | Chris White |

|            |      |              |
| Fromet     | mt   |              |
| Teulet     | tr   |              |
| Teulet (4) | c.p. | Merceron (7) |
| Rougerie   | drop |              |

| Arbitro: | Alan Lewis |

|           |      |              |
| G. Thomas | mt   |              |
| Barkley   | tr   |              |
| Barkley   | c.p. | S. Jones (8) |
|           | drop | S. Jones     |

| Arbitro: | Nigel Whitehouse |

|               |      |          |
| Juillet       | mt   | Mullins  |
|               | tr   | O′Gara   |
| Domínguez (3) | c.p. | O′Gara 2 |
|               | drop | O′Gara   |

| Arbitro: | Joël Jutge |

|                                 |      |               |
| Back (2) Lloyd Healey G. Murphy | mt   | Hickie Willis |
| G. Murphy (2)                   | tr   | Spooner       |
|                                 | c.p. | Spooner (2)   |

### Semifinali
| Arbitro: | Chris White |

|            |      |            |
| Longstaff  | mt   | Kelly      |
|            | tr   | O’Gara     |
| Teulet (4) | c.p. | O’Gara (6) |

| Arbitro: | David McHugh |

|              |      |              |
| Ellis        | mt   |              |
| Stimpson     | tr   |              |
| Stimpson (2) | c.p. | S. Jones (4) |

### Finale
| Arbitro: | Joël Jutge |

|                          |      |                     |
| G. Murphy 25’ Healey 59’ | mt   |                     |
| Stimpson 59’             | tr   |                     |
| Stimpson 70’             | c.p. | 3’, 20’, 48’ O’Gara |